# Chrysopa nierembergi
Chrysopa nierembergi är en insektsart som beskrevs av Navás 1908. Chrysopa nierembergi ingår i släktet Chrysopa och familjen guldögonsländor. Inga underarter finns listade i Catalogue of Life.